# Europamästerskapet i fotboll
Europamästerskapet i fotboll (EM), officiellt UEFA European Football Championship, är en fotbollsturnering för landslag som spelas i Europa vart fjärde år, med två års förskjutning gentemot världsmästerskapet. Turneringen, som före 1968 års upplaga kallades Europacupen i fotboll för landslag, spelades första gången 1958–1960. 1960 och 1964 års turneringar brukar dock räknas in i statistiken för EM. Sedan 1996 spelas mästerskapet med 16 deltagande lag som är uppdelade i fyra grupper under gruppspelsfasen. Sedan 2016 spelas mästerskapet med 24 lag. 
Från att inledningsvis ha varit en relativt liten turnering har Europamästerskapet i fotboll successivt vuxit till ett av världens största idrottsevenemang sett till antal TV-tittare, sponsorintäkter m.m. Inför EM-slutspelet 2012 beräknades det Europeiska fotbollsförbundet Uefa tjäna ca 1,6 miljarder dollar genom reklam och sponsoravtal. Om man räknar intäkt/match (inte totala summan) innebär det att Europamästerskapet med sina 31 matcher är nästan lika lönsamt som världsmästerskapet med sina 64 slutspelsmatcher. EM-finalen 2008 sågs av ca 237 miljoner (snitt hela matchen) människor runt om i världen och slutspelet 2012 beräknades innan turneringen startade att följas av i genomsnitt 150 miljoner/match. Det är ungefär lika många som ser på Super Bowl-finalen runt om i världen varje år. Ungefär 600 miljoner människor beräknas ha sett åtminstone delar av EM-finalen 2016.
Spanien är det mest framgångsrika landet i turneringens historia med 4 guld och 1 silver. Tyskland har däremot fler medaljer då de har 3 guld och 3 silver. Bara Spanien har lyckats vinna turneringen 2 gånger i rad (2008 och 2012). Sveriges bästa placering är en semifinalplats i EM 1992.

## Historia
För mer detaljerad information av de enskilda EM-slutspelen, se länk till respektive turnering längre ner i artikeln.
Initiativtagaren till att anordna ett Europamästerskap i fotboll var fransmannen Henri Delaunay. Han lanserade idén redan på 1920-talet men det var först när han som president i det nybildade Europeiska fotbollsförbundet, Uefa, kunde börja förverkliga idén. Delaunay avled redan 1955, efter bara ett år som UEFA-president och fick därmed inte uppleva den första EM-turneringen som vid den här tiden kallades Europacupen i fotboll för landslag. Pokalen som de deltagande landslagen kämpar om blev uppkallad efter Henry Delaunye. Till 2008 års EM-slutspel gjordes den om delvis och blev lite större. 
Sovjetunionen vann det första mästerskapet 1960 efter finalseger med 2-1 mot Jugoslavien. 1968 fick turneringen sitt nuvarande namn. Italien besegrade detta år Jugoslavien med 2-0 i en omspelsmatch – straffsparksläggning vid oavgjort resultat efter förlängning i utslagsmatcher hade inte införts än. Intresset för turneringen steg gradvis under 1960 och 70-talet.
Vid 1980 års turnering ansåg UEFA att tiden var mogen för att utöka antalet deltagande lag i slutspelet från finalomgångens 4 lag till 8. Västtyskland blev det första lag som vann turneringen 2 gånger efter finalseger med 2–1 mot Belgien. Match om tredjepris ströks efter denna turnering.
Antalet lag i finalspelet var 8 fram till EM i Sverige 1992. Danmark vann sensationellt turneringen efter en minst lika oväntad finalseger (2–0) mot det nu enade Tyskland. Egentligen var Danmark inte kvalificerade för turneringen men man fick en "gratisplats" efter att Jugoslavien blivit uteslutet. Orsaken var inbördeskriget i Bosnien vilket ledde till att Förenta nationerna införde sanktioner mot landet.
Från och med 1996 års turnering beslutade sig Uefa för att utöka antalet slutspelslag till 16. Vid den tiden hade kalla kriget upphört och många nya självständiga stater hade bildats i Östeuropa med utökat intresse för EM-spel. I finalen 1996 besegrade Tyskland Tjeckien med 2–1 och tog därmed sitt tredje EM-guld. För första gången avgjordes finalen med ett golden goal där det först gjorda målet i förlängningen avgjorde matchen. Numer har man dock återgått till traditionell 2 gånger 15 minuters förlängning och sedan straffsparkar vid utslagsmatcher.
I och med utökningen till 16 lag hade EM år 2000 nu blivit ett riktigt stort evenemang. För första gången delade två länder (Belgien och Nederländerna) på arrangemanget. Finalen avgjordes även denna gång via ett golden goal när Frankrike slog Italien med 2–1.
Grekland vann mycket sensationellt EM 2004 efter att ha besegrat arrangörslandet Portugal med 1–0 i finalen. 
Både 2008 och 2012 har 2 länder delat på arrangemanget, Schweiz/Österrike 2008 och Polen/Ukraina 2012. 2008 besegrade Spanien Tyskland med 1-0 i finalen, och 2012 blev Spanien det första lag att försvara sin EM-titel genom att besegra Italien med 4-0 i finalen. Segermarginalen var den dittills största någonsin i en EM eller VM-final. 
2016 års mästerskap avhölls i Frankrike. Den stora nyheten var att antalet lag i slutspelet kom att utökas till 24 och antalet matcher från 31 till 51 vilket innebar att turneringen utökades kraftigt. Antalet deltagare blev därmed lika stort som i VM-slutspelen 1982-1994. Portugal vann sitt första mästerskap efter att ha besegrat Frankrike i finalens förlängning med 1-0.
UEFA beslutade att 2020 års EM-slutspel skulle spridas ut över flera länder i vad man kallar "ett Europamästerskap för hela Europa". EM 2020 flyttades till 2021 på grund av covid-19 men beslutet hölls fast att turneringen skulle spelas på flera olika arenor. Lagens trupper utökades detta år från 23 spelare till 26 spelare. Italien stod som segrare efter att ha besegrat England på straffar. 
Sommaren 2024 spelades turneringen på nytt, då med Tyskland som ensam värdnation. Här kunde Allianz Arena i München bli den första arenan någonsin att nyttjas under två raka Europamästerskap på herrsidan, då det även arrangerades matcher här under EM 2020. 

## Kommande Europamästerskap
Den 10 oktober 2023 meddelade UEFA att Storbritannien och Irlands gemensamma EM-bud skulle tilldelas 2028 års mästerskap. Ansökan där England, Nordirland, Irland, Skottland och Wales gemensamt ska hålla i det artonde Europamästerskapet var det enda budet som fortfarande fanns på bordet i samband med omröstning, där bland annat ett gemensamt bud från de nordiska länderna tidigare fanns med i diskussionerna. 
I samband med detta togs även beslutet att Italien och Turkiet, som tidigare också visat intresse för att hålla i EM 2028 på egen hand, gemensamt får arrangera 2032 års mästerskap som därmed bjuder på ett mästerskap i en medelhavs-miljö. EN intressant detalj i det hela är att detta är det sjätte raka Europamästerskapet som Turkiet visat intresse för att arrangera. 
Ryssland hade tidigare visat intresse för att arrangera såväl EM 2028 som 2032, men i och med deras avstängning från spel under våren 2022 såg UEFA deras ansökningar som ogiltiga. 

## Turneringar
| År   | Värdnation | Final           | Final                   | Final         | Match om tredjepris       | Match om tredjepris              | Match om tredjepris              |
| År   | Värdnation | Vinnare         | Resultat                | Tvåa          | Trea                      | Resultat                         | Fyra                             |
| ---- | --- | --------------- | ----------------------- | ------------- | ------------------------- | -------------------------------- | -------------------------------- |
| 1960 | Frankrike | Sovjetunionen   | 2–1 (e.f.)              | Jugoslavien   | Tjeckoslovakien           | 2–0                              | Frankrike                        |
| 1964 | Spanien | Spanien         | 2–1                     | Sovjetunionen | Ungern                    | 3–1 (e.f.)                       | Danmark                          |
| 1968 | Italien | Italien         | 1–1 (e.f.) 2–0 (omspel) | Jugoslavien   | England                   | 2–0                              | Sovjetunionen                    |
| 1972 | Belgien | Västtyskland    | 3–0                     | Sovjetunionen | Belgien                   | 2–1                              | Ungern                           |
| 1976 | Jugoslavien | Tjeckoslovakien | 2–2 (5–3 str.)          | Västtyskland  | Nederländerna             | 3–2 (e.f.)                       | Jugoslavien                      |
| 1980 | Italien | Västtyskland    | 2–1                     | Belgien       | Tjeckoslovakien           | 1–1 (9–8 str.)                   | Italien                          |
| 1984 | Frankrike | Frankrike       | 2–0                     | Spanien       | Danmark · Portugal        | Match om tredjepris spelades ej. | Match om tredjepris spelades ej. |
| 1988 | Västtyskland | Nederländerna   | 2–0                     | Sovjetunionen | Italien · Västtyskland    | Match om tredjepris spelades ej. | Match om tredjepris spelades ej. |
| 1992 | Sverige | Danmark         | 2–0                     | Tyskland      | Nederländerna · Sverige   | Match om tredjepris spelades ej. | Match om tredjepris spelades ej. |
| 1996 | England | Tyskland        | 2–1 (e.f.)              | Tjeckien      | England · Frankrike       | Match om tredjepris spelades ej. | Match om tredjepris spelades ej. |
| 2000 | Belgien Nederländerna                                                                                              | Frankrike       | 2–1 (e.f.)              | Italien       | Nederländerna · Portugal  | Match om tredjepris spelades ej. | Match om tredjepris spelades ej. |
| 2004 | Portugal | Grekland        | 1–0                     | Portugal      | Nederländerna · Tjeckien  | Match om tredjepris spelades ej. | Match om tredjepris spelades ej. |
| 2008 | Schweiz Österrike                                                                                                  | Spanien         | 1–0                     | Tyskland      | Ryssland · Turkiet        | Match om tredjepris spelades ej. | Match om tredjepris spelades ej. |
| 2012 | Polen Ukraina | Spanien         | 4–0                     | Italien       | Portugal · Tyskland       | Match om tredjepris spelades ej. | Match om tredjepris spelades ej. |
| 2016 | Frankrike | Portugal        | 1–0 (e.f.)              | Frankrike     | Tyskland · Wales          | Match om tredjepris spelades ej. | Match om tredjepris spelades ej. |
| 2020 | 11 nationer Azerbajdzjan Danmark England Italien Nederländerna Rumänien Ryssland Skottland Spanien Tyskland Ungern | Italien         | 1–1 (3–2 str.)          | England       | Danmark · Spanien         | Match om tredjepris spelades ej. | Match om tredjepris spelades ej. |
| 2024 | Tyskland | Spanien         | 2–1                     | England       | Frankrike · Nederländerna | Match om tredjepris spelades ej. | Match om tredjepris spelades ej. |
| 2028 | 4 nationer England Irland Skottland Wales                                                                          |                 | –                       |               |                           | Match om tredjepris spelades ej. | Match om tredjepris spelades ej. |
| 2032 | Italien Turkiet |                 | –                       |               |                           | Match om tredjepris spelades ej. | Match om tredjepris spelades ej. |

## Mesta mästare
| Nation        | Guld                       | Silver               |
| ------------- | -------------------------- | -------------------- |
| Spanien       | 4 (1964, 2008, 2012, 2024) | 1 (1984)             |
| Tyskland      | 3 (1972, 1980, 1996)       | 3 (1976, 1992, 2008) |
| Italien       | 2 (1968, 2020)             | 2 (2000, 2012)       |
| Frankrike     | 2 (1984, 2000)             | 1 (2016)             |
| Sovjetunionen | 1 (1960)                   | 3 (1964, 1972, 1988) |
| Tjeckien      | 1 (1976)                   | 1 (1996)             |
| Portugal      | 1 (2016)                   | 1 (2004)             |
| Nederländerna | 1 (1988)                   |                      |
| Danmark       | 1 (1992)                   |                      |
| Grekland      | 1 (2004)                   |                      |
| Jugoslavien   |                            | 2 (1960, 1968)       |
| England       |                            | 2 (2020, 2024)       |
| Belgien       |                            | 1 (1980)             |

## Deltagande nationer
Hittills har 36 länder deltagit i EM-slutspelet. Värdlandet är alltid direktkvalificerat och behöver alltså inte kvala för att få komma till turneringen. Värdland markeras med fetstilt V i listan nedan. Ett land som inte hade eget landslag så att det kunde kvala till EM markeras med "•". Tyskland ses som en fortsättning av Västtyskland (1972-1988)
| Europamästerskap ► Deltagande landslag ▼ | 1960 · | 1964 · | 1968 · | 1972 · | 1976 · | 1980 · | 1984 · | 1988 · | 1992 · | 1996 · | 2000 · | 2004 · | 2008 · | 2012 · | 2016 · | 2020 | 2024 · | Antal EM |
| ---------------------------------------- | ------ | ------ | ------ | ------ | ------ | ------ | ------ | ------ | ------ | ------ | ------ | ------ | ------ | ------ | ------ | ---- | ------ | -------- |
| Albanien                                 |        |        |        |        |        |        |        |        |        |        |        |        |        |        | X      |      | X      | 2        |
| Belgien                                  |        |        |        | 3      |        | 2      | X      |        |        |        | X      |        |        |        | X      | X    | X      | 7        |
| Bulgarien                                |        |        |        |        |        |        |        |        |        | X      |        | X      |        |        |        |      |        | 2        |
| Danmark                                  |        | X      |        |        |        |        | 3      | X      | 1      | X      | X      | X      |        | X      |        | 3    | X      | 10       |
| England                                  |        |        | 3      |        |        | X      |        | X      | X      | 3      | X      | X      |        | X      | X      | 2    | 2      | 11       |
| Finland                                  |        |        |        |        |        |        |        |        |        |        |        |        |        |        |        | X    |        | 1        |
| Frankrike                                | X      |        |        |        |        |        | 1      |        | X      | 3      | 1      | X      | X      | X      | 2      | X    | 3      | 11       |
| Georgien                                 | •      | •      | •      | •      | •      | •      | •      | •      | •      |        |        |        |        |        |        |      | X      | 1        |
| Grekland                                 |        |        |        |        |        | X      |        |        |        |        |        | 1      | X      | X      |        |      |        | 4        |
| Irland                                   |        |        |        |        |        |        |        | X      |        |        |        |        |        | X      | X      |      |        | 3        |
| Island                                   |        |        |        |        |        |        |        |        |        |        |        |        |        |        | X      |      |        | 1        |
| Italien                                  |        |        | 1      |        |        | X      |        | 3      |        | X      | 2      | X      | X      | 2      | X      | 1    | X      | 11       |
| Kroatien                                 | •      | •      | •      | •      | •      | •      | •      | •      | •      | X      |        | X      | X      | X      | X      | X    | X      | 7        |
| Lettland                                 | •      | •      | •      | •      | •      | •      | •      | •      | •      |        |        | X      |        |        |        |      |        | 1        |
| Nederländerna                            |        |        |        |        | 3      | X      |        | 1      | 3      | X      | 3      | 3      | X      | X      |        | X    | 3      | 11       |
| Nordirland                               |        |        |        |        |        |        |        |        |        |        |        |        |        |        | X      |      |        | 1        |
| Nordmakedonien                           | •      | •      | •      | •      | •      | •      | •      | •      | •      |        |        |        |        |        |        | X    |        | 1        |
| Norge                                    |        |        |        |        |        |        |        |        |        |        | X      |        |        |        |        |      |        | 1        |
| Polen                                    |        |        |        |        |        |        |        |        |        |        |        |        | X      | X      | X      | X    | X      | 5        |
| Portugal                                 |        |        |        |        |        |        | 3      |        |        | X      | 3      | 2      | X      | 3      | 1      | X    | X      | 9        |
| Rumänien                                 |        |        |        |        |        |        | X      |        |        | X      | X      |        | X      |        | X      |      | X      | 6        |
| Ryssland                                 | •      | •      | •      | •      | •      | •      | •      | •      | •      | X      |        | X      | 3      | X      | X      | X    |        | 6        |
| Schweiz                                  |        |        |        |        |        |        |        |        |        | X      |        | X      | X      |        | X      | X    | X      | 6        |
| Serbien                                  | •      | •      | •      | •      | •      | •      | •      | •      | •      | •      | •      | •      |        |        |        |      | X      | 1        |
| Skottland                                |        |        |        |        |        |        |        |        | X      | X      |        |        |        |        |        | X    | X      | 4        |
| Slovakien                                | •      | •      | •      | •      | •      | •      | •      | •      | •      |        |        |        |        |        | X      | X    | X      | 3        |
| Slovenien                                | •      | •      | •      | •      | •      | •      | •      | •      | •      |        | X      |        |        |        |        |      | X      | 2        |
| Spanien                                  |        | 1      |        |        |        | X      | 2      | X      |        | X      | X      | X      | 1      | 1      | X      | 3    | 1      | 12       |
| Sverige                                  |        |        |        |        |        |        |        |        | 3      |        | X      | X      | X      | X      | X      | X    |        | 7        |
| Tjeckien                                 | •      | •      | •      | •      | •      | •      | •      | •      | •      | 2      | X      | 3      | X      | X      | X      | X    | X      | 8        |
| Turkiet                                  |        |        |        |        |        |        |        |        |        | X      | X      |        | 3      |        | X      | X    | X      | 6        |
| Tyskland                                 |        |        |        | 1      | 2      | 1      | X      | 3      | 2      | 1      | X      | X      | 2      | 3      | 3      | X    | X      | 14       |
| Ukraina                                  | •      | •      | •      | •      | •      | •      | •      | •      | •      |        |        |        |        | X      | X      | X    | X      | 4        |
| Ungern                                   |        | 3      |        | X      |        |        |        |        |        |        |        |        |        |        | X      | X    |        | 4        |
| Wales                                    |        |        |        |        |        |        |        |        |        |        |        |        |        |        | 3      | X    |        | 2        |
| Österrike                                |        |        |        |        |        |        |        |        |        |        |        |        | X      |        | X      | X    | X      | 4        |
| Antal deltagande lag                     | 4      | 4      | 4      | 4      | 4      | 8      | 8      | 8      | 8      | 16     | 16     | 16     | 16     | 16     | 24     | 24   | 24     |          |

Ej längre existerande nationer/landslag
| Europamästerskap ► Deltagande landslag ▼ | 1960 · | 1964 · | 1968 · | 1972 · | 1976 · | 1980 · | 1984 · | 1988 · | 1992 · | 1996 · | 2000 · | Antal EM |
| ---------------------------------------- | ------ | ------ | ------ | ------ | ------ | ------ | ------ | ------ | ------ | ------ | ------ | -------- |
| FR Jugoslavien                           |        |        |        |        |        |        |        |        |        |        | X      | 1        |
| Jugoslavien                              | 2      |        | 2      |        | X      |        | X      |        |        |        |        | 4        |
| OSS                                      | •      | •      | •      | •      | •      | •      | •      | •      | X      | •      | •      | 1        |
| Sovjetunionen                            | 1      | 2      | X      | 2      |        |        |        | 2      | •      | •      | •      | 5        |
| Tjeckoslovakien                          | 3      |        |        |        | 1      | 3      |        |        | •      | •      | •      | 3        |
| Antal deltagande lag                     | 4      | 4      | 4      | 4      | 4      | 8      | 8      | 8      | 8      | 16     | 16     |          |

## Maratontabell
Matcher avgjorda under förlängning räknas som vinst respektive förlust, matcher avgjorda efter straffsparksläggning räknas som oavgjort.
| Pos | AM | Lag            | SM | V  | O  | F  | GM | IM | MS  | P   | Vunna mästerskap           |
| --- | -- | -------------- | -- | -- | -- | -- | -- | -- | --- | --- | -------------------------- |
| 1   | 14 | Tyskland       | 58 | 30 | 14 | 14 | 89 | 59 | +30 | 104 | 3 (1972, 1980, 1996)       |
| 2   | 12 | Spanien        | 53 | 28 | 15 | 10 | 83 | 46 | +37 | 99  | 4 (1964, 2008, 2012, 2024) |
| 3   | 11 | Italien        | 49 | 22 | 19 | 8  | 55 | 36 | +19 | 85  | 2 (1968, 2020)             |
| 4   | 11 | Frankrike      | 49 | 23 | 15 | 11 | 73 | 53 | +20 | 84  | 2 (1984, 2000)             |
| 5   | 11 | Nederländerna  | 45 | 23 | 9  | 13 | 75 | 48 | +27 | 78  | 1 (1988)                   |
| 6   | 9  | Portugal       | 44 | 21 | 12 | 11 | 61 | 41 | +20 | 75  | 1 (2016)                   |
| 7   | 11 | England        | 45 | 18 | 16 | 11 | 59 | 43 | +16 | 70  |                            |
| 8   | 11 | Tjeckien       | 40 | 15 | 8  | 17 | 51 | 52 | −1  | 53  | 1 (1976)                   |
| 9   | 12 | Ryssland       | 36 | 13 | 7  | 16 | 40 | 52 | −12 | 46  | 1 (1960)                   |
| 10  | 7  | Belgien        | 26 | 12 | 3  | 11 | 33 | 30 | +3  | 39  |                            |
| 11  | 10 | Danmark        | 37 | 10 | 9  | 18 | 44 | 54 | −10 | 39  | 1 (1992)                   |
| 12  | 7  | Kroatien       | 25 | 9  | 8  | 8  | 33 | 34 | −1  | 35  |                            |
| 13  | 7  | Sverige        | 24 | 7  | 7  | 10 | 30 | 28 | +2  | 28  |                            |
| 14  | 6  | Schweiz        | 23 | 5  | 11 | 7  | 24 | 28 | −4  | 26  |                            |
| 15  | 6  | Turkiet        | 23 | 7  | 2  | 14 | 22 | 38 | −16 | 23  |                            |
| 16  | 4  | Grekland       | 16 | 5  | 3  | 8  | 14 | 20 | −6  | 18  | 1 (2004)                   |
| 17  | 2  | Wales          | 10 | 5  | 1  | 4  | 13 | 12 | +1  | 16  |                            |
| 18  | 4  | Österrike      | 14 | 4  | 2  | 8  | 14 | 18 | −4  | 14  |                            |
| 19  | 5  | Polen          | 17 | 2  | 8  | 7  | 14 | 21 | −7  | 14  |                            |
| 20  | 6  | Serbien        | 17 | 3  | 4  | 10 | 23 | 41 | −18 | 13  |                            |
| 21  | 5  | Ungern         | 14 | 3  | 4  | 7  | 16 | 25 | −9  | 13  |                            |
| 22  | 4  | Ukraina        | 14 | 4  | 1  | 9  | 10 | 23 | −13 | 13  |                            |
| 23  | 6  | Rumänien       | 20 | 2  | 6  | 12 | 14 | 27 | −13 | 12  |                            |
| 24  | 3  | Slovakien      | 11 | 3  | 2  | 6  | 9  | 18 | −9  | 11  |                            |
| 25  | 4  | Skottland      | 12 | 2  | 3  | 7  | 7  | 17 | −10 | 9   |                            |
| 26  | 1  | Island         | 5  | 2  | 2  | 1  | 8  | 9  | −1  | 8   |                            |
| 27  | 3  | Irland         | 10 | 2  | 2  | 6  | 6  | 17 | −11 | 8   |                            |
| 28  | 2  | Slovenien      | 7  | 0  | 6  | 1  | 6  | 7  | −1  | 6   |                            |
| 29  | 1  | Norge          | 3  | 1  | 1  | 1  | 1  | 1  | 0   | 4   |                            |
| 30  | 2  | Bulgarien      | 6  | 1  | 1  | 4  | 4  | 13 | −9  | 4   |                            |
| 31  | 2  | Albanien       | 6  | 1  | 1  | 4  | 4  | 8  | −4  | 4   |                            |
| 32  | 1  | Georgien       | 4  | 1  | 1  | 2  | 5  | 8  | −3  | 4   |                            |
| 33  | 1  | Nordirland     | 4  | 1  | 0  | 3  | 2  | 3  | −1  | 3   |                            |
| 34  | 1  | Finland        | 3  | 1  | 0  | 2  | 1  | 3  | −2  | 3   |                            |
| 35  | 1  | Lettland       | 3  | 0  | 1  | 2  | 1  | 5  | −4  | 1   |                            |
| 36  | 1  | Nordmakedonien | 3  | 0  | 0  | 3  | 2  | 8  | −6  | 0   |                            |

## Främsta målskyttar

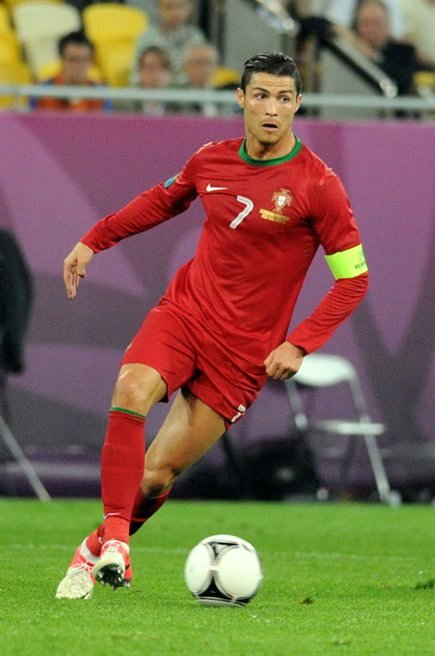
Cristiano Ronaldo har gjort flest EM-mål.

Portugisen Cristiano Ronaldo är den målrikaste spelaren i EM, med totalt fjorton gjorda mål. EM-turneringar markerade med kursiv fetstil visar turneringar spelarna varit skyttekung i:
14 mål
- Cristiano Ronaldo; 2 mål 2004, 1 mål 2008, 3 mål 2012, 3 mål 2016, 5 mål 2020

9 mål
- Michel Platini; 9 mål 1984

7 mål
- Harry Kane; 4 mål 2020, 3 mål 2024
- Antoine Griezmann; 6 mål 2016, 1 mål 2020
- Alan Shearer; 5 mål 1996, 2 mål 2000
- Álvaro Morata; 3 mål 2016, 3 mål 2020, 1 mål 2024

## Anmärkningslista
1. ↑  Inklusive Västtyskland (1972, 1976, 1980)
2. ↑  Inklusive Tjeckoslovakien (1976)
3. ↑  Inklusive Västtyskland
4. ↑  Inklusive Tjeckoslovakien
5. ↑  Inklusive Sovjetunionen och OSS
6. ↑  Inklusive Jugoslavien, FR Jugoslavien och Serbien-Montenegro